# Brzostkowo
Brzostkowo (niem. Brostkersten) – kolonia w Polsce położona w województwie warmińsko-mazurskim, w powiecie bartoszyckim, w gminie Bartoszyce. Miejscowość wchodzi w skład sołectwa Minty. W latach 1975–1998 miejscowość administracyjnie należała do województwa olsztyńskiego.
W XIX wieku Brzostkowo było folwarkiem, należącym do majątku ziemskiego Szwaruny. W 1983 r. był to przysiółek wsi Minty.